# 英屬索馬利蘭
英屬索馬里蘭（英語：British Somaliland），正式名称是英屬索馬里蘭保护国，是英國在非洲之角東北部的一個殖民地。首府哈爾格薩。二战時期1940年8月，義大利自義屬東非佔領英屬索馬里蘭，後在1941年解放。1960年6月26日，獨立為索馬利蘭國。1960年7月1日，與意属索马里合并為索馬利亞。不過在1991年5月18日，由于索馬利亞內戰，原英屬索馬里蘭的地區又再度宣布獨立，建立索馬利蘭共和國。